# New Amsterdam Theatre
Le New Amsterdam Theatre est une salle de spectacle située sur la 42e Rue près de Times Square à New York. Elle fut d'abord ouverte en 1903, avec une décoration intérieure d'esprit Art nouveau, et fut un haut lieu de la vie mondaine de New York principalement de 1913 à 1927 sous le surnom de Ziegfeld Follies.
Après une transformation en cinéma à partir de 1937 puis plusieurs années de décrépitude, la salle fut louée en 1994 par la Walt Disney Company pour 97 ans. Elle lança par la suite un important projet de réhabilitation du quartier environnant, le Disney's New Deuce. Disney rénova la salle grâce aux ingénieurs et artistes de Walt Disney Imagineering et inaugura pour la deuxième fois le théâtre le 2 avril 1997.
Depuis, le New Amsterdam Theatre présente régulièrement les comédies musicales de Disney, produites par la Walt Disney Theatrical Productions. Le siège social de la Walt Disney Theatrical Productions y est domicilié.
La Walt Disney Company a procédé à une rénovation du même genre avec El Capitan Theatre sur Hollywood Boulevard à Los Angeles mais ce sont ici des films de Walt Disney Pictures qui y sont souvent présentés en avant-première avec cérémonie et animation.

## Historique

### 1903-1990: Apogée et décadence
En 1903, deux impresarios A.L. Erlanger et Marcus Klaw lancent la construction d'un grand théâtre au cœur du quartier de Times Square à New York, à deux pas de Broadway pour un investissement de plus de 1,5 million de dollars (de l'époque). Le bâtiment a été construit dans le style Art nouveau selon les plans des architectes Henry Herts et Hugh Tallant. Il fut à l'époque la plus grande salle de spectacle de la ville avec 1 702 places assises et le décor le plus luxueux. Il est avec le Lyceum Theatre construit la même année le plus vieux théâtre encore en activité. Le nom du théâtre provient de celui de la ville de New York avant la colonisation britannique de 1624 à 1664. Le premier spectacle fut Le Songe d'une nuit d'été de William Shakespeare avec une première le 26 octobre 1903, mais les suivantes furent données en octobre. À cette occasion le New York Times compare dans un article la salle avec un Louvre du Théâtre.
En 1904, les architectes ajoutent un jardin aérien au-dessus de la salle de spectacle nommée Roof Garden ou Aerial Gardens, à l'instar de nombreux établissements new-yorkais au début des années 1900 afin d'offrir de la fraîcheur à une époque où l'air conditionné n'existait pas. La salle est un auditorium avec une avant-scène de 12 m de large et profond de 9 m, une fosse d'orchestre mais aussi une terrasse arborée donnant sur la 41e rue.

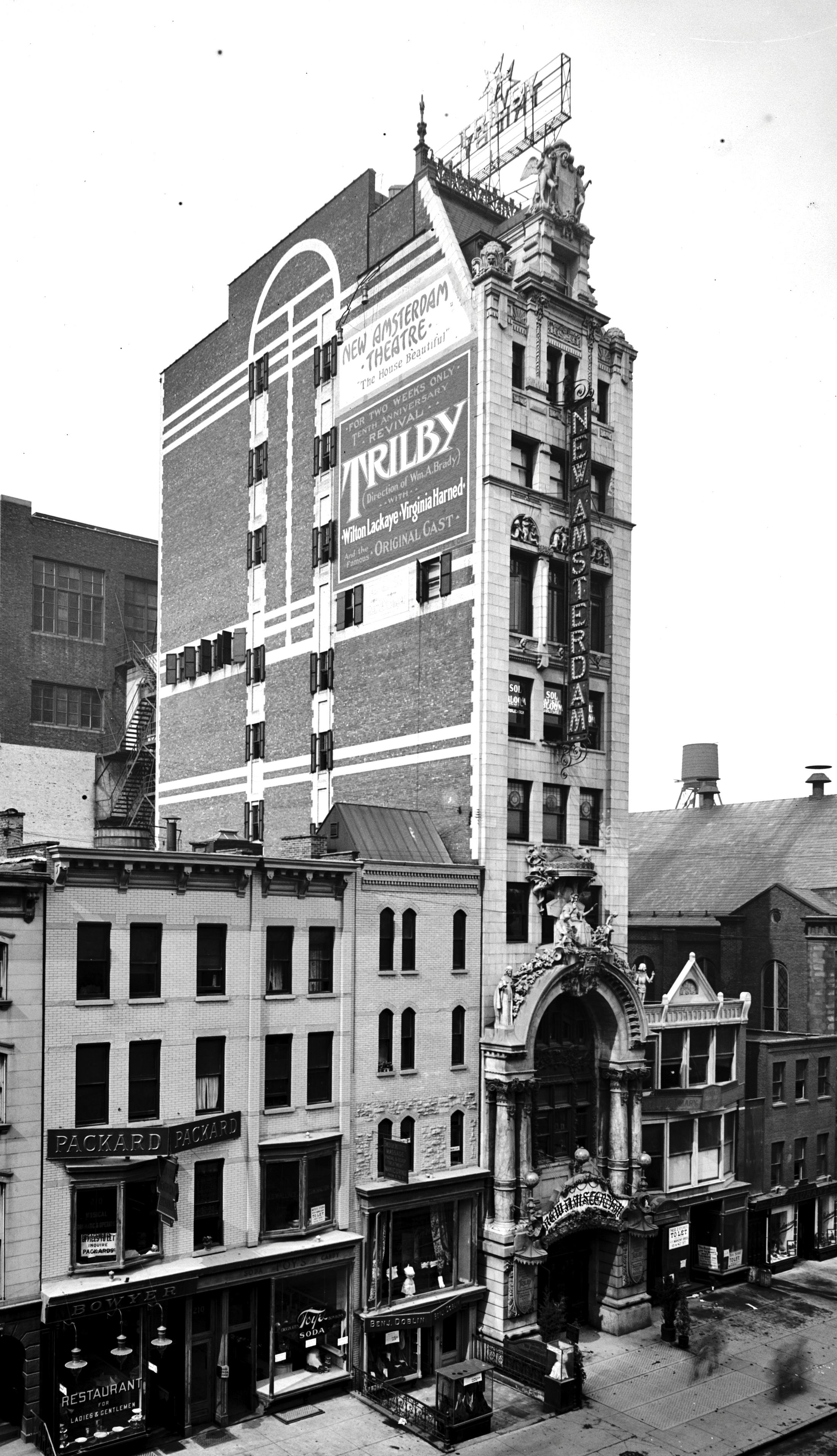
Le théâtre en 1905
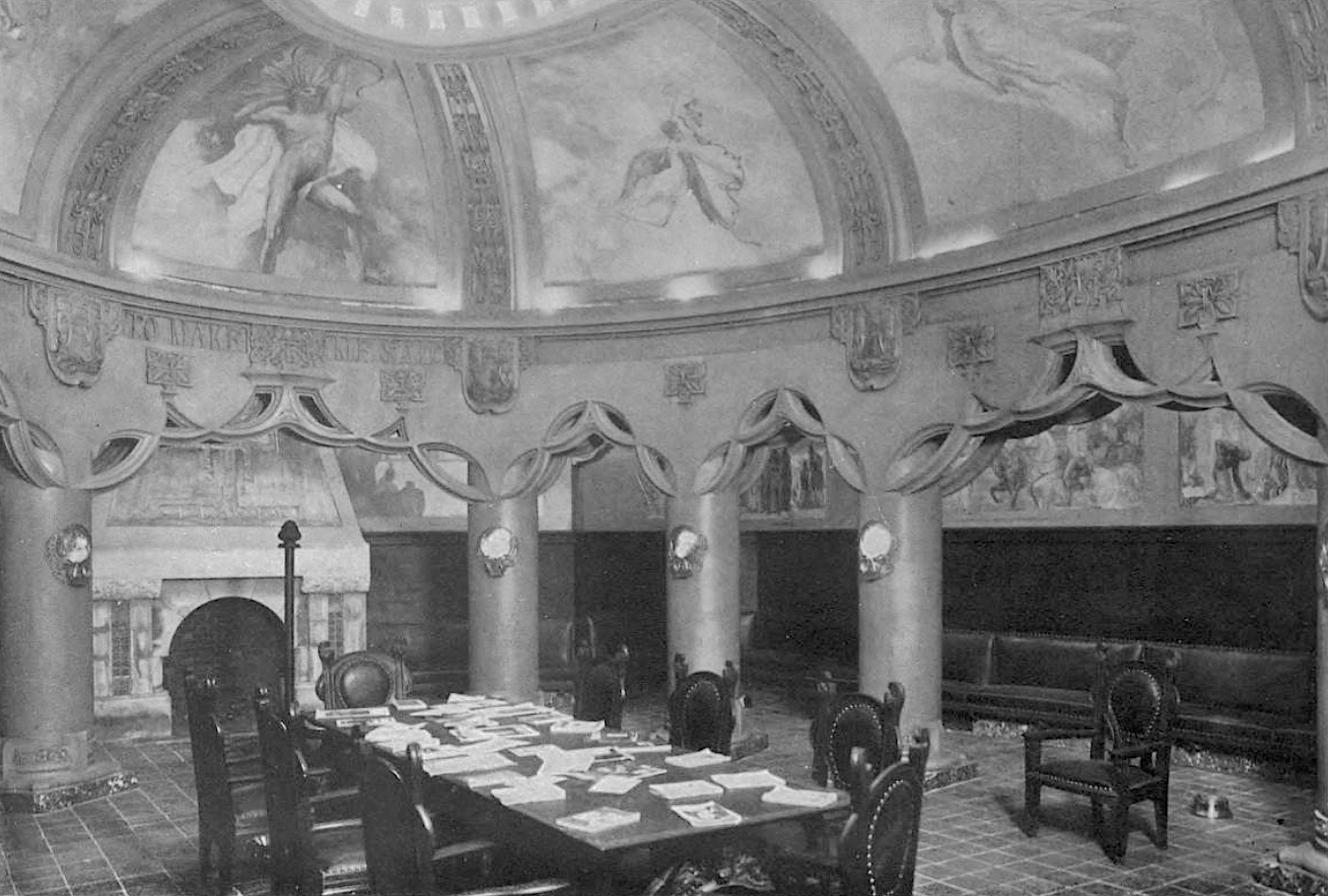
Fumoir du théâtre en 1904.
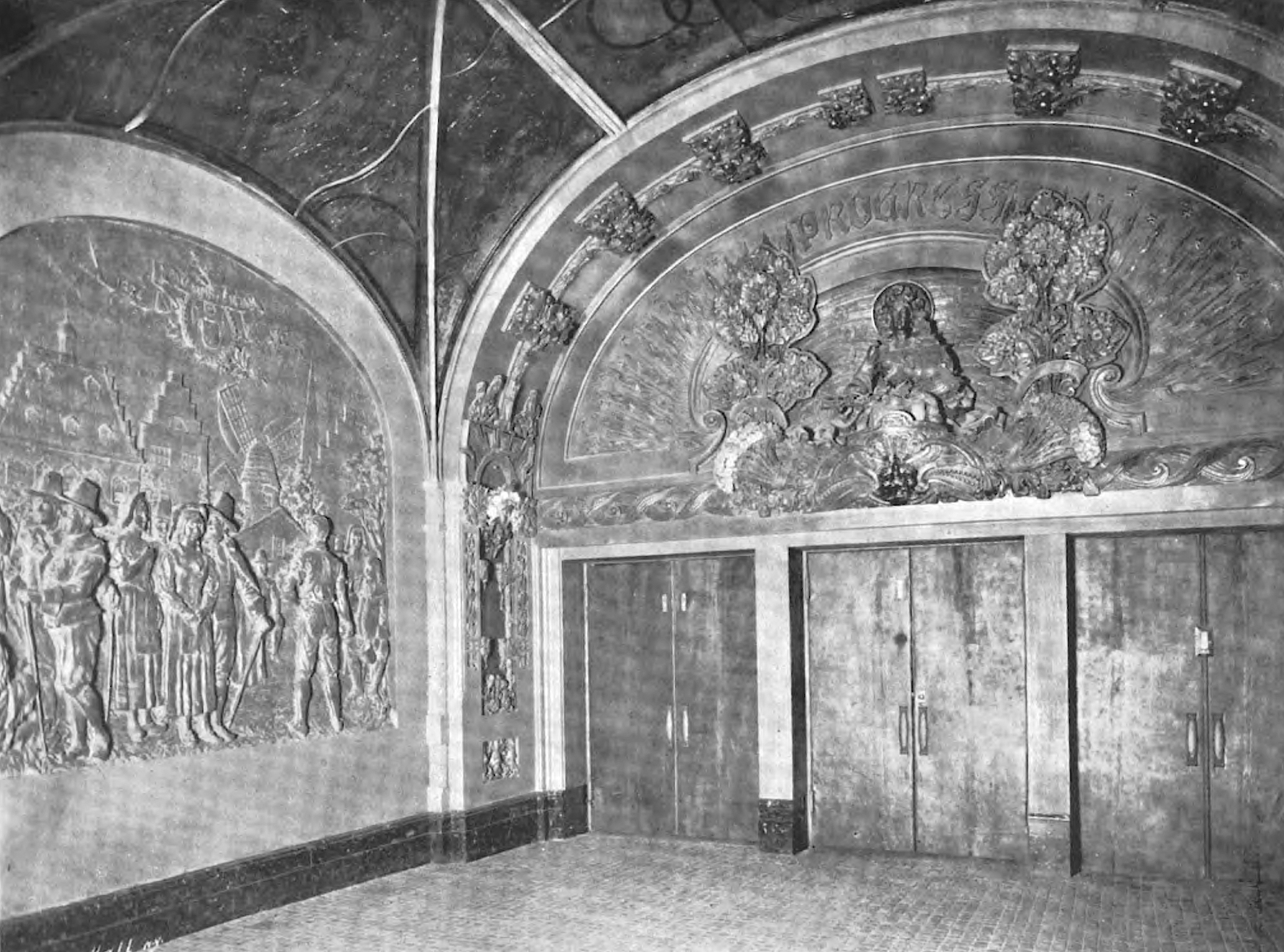
Foyer en 1904

À partir de 1913, la salle est reprise par Florenz Ziegfeld qui y présente ses célèbres Ziegfeld Follies. Elles seront présentées jusqu'en 1937 car à partir de cette date la Grande Dépression touche les États-Unis. La salle est alors transformée en salle de cinéma. En 1915, le Roof Garden devient un nightclub présentant le spectacle Midnight Frolic où les danseuses déambulaient en partie au-dessus des spectateurs dans un couloir vitré. En 1923, le Roof Garden est transformé en une salle traditionnelle de 700 places et rebaptisée Dresden (ou Roof Theatre).
À partir des années 1950, la salle inoccupée depuis plusieurs années du Roof Theatre sert pour les répétitions. Dans les années 1960-1970, sous la mandature de John Lindsay, le Roof Theatre est censé devenir une salle du Off-Broadway mais les coûts de rénovation et l'impossibilité de satisfaire les normes de sécurité avec un accès limité à seulement deux petits ascenseurs stoppent le projet. En 1982, une association, la Nederlander Organization, rachète le bâtiment et projette de réhabiliter le lieu.  La salle de cinéma ferme en 1985.

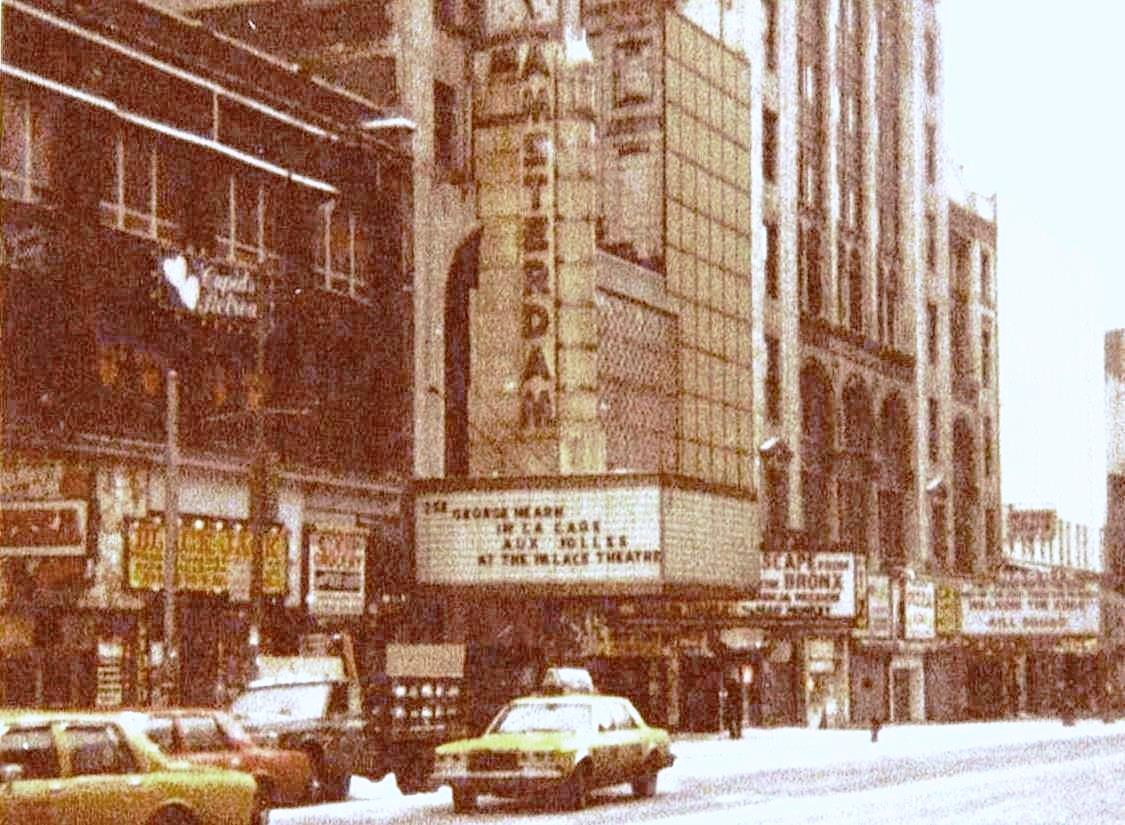
Le New Amsterdam en 1985, vacant et affichant un message pour le spectacle La Cage aux folles au Palace Theatre.

En 1990, l'État et la ville de New York décident de reprendre possession des théâtres inusités de la 42e rue et des alentours, en utilisant des moyens juridiques allant jusqu'au procès. Le 10 septembre 1992, l'état de New York devient le propriétaire des lieux.
En 1994, Louis Malle y tourne son film Vanya, 42e rue avec Brooke Smith, Julianne Moore et Wallace Shawn, filage de la pièce Oncle Vania de Tchekhov (sur un scénario de David Mamet).

### 1994: Rachat par Disney
La ville de New York, sous l'impulsion de son maire Rudolph Giuliani, prit Robert A. M. Stern comme consultant pour rénover le quartier. Ce dernier était à l'époque engagé sur ou venait de livrer plusieurs projets architecturaux pour la Walt Disney Company. En avril 1993, Michael Eisner et l'architecte Robert A. M. Stern visitent une salle à l'abandon sur la 42e Rue. En septembre 1993, Disney annonce être intéressé pour rénover et utiliser le New Amsterdam Theatre pour des spectacles. Dès le 17 novembre 1993, les représentants des 3 organismes dénoncent le projet de Disney, le journaliste précisant que ces organismes contrôlent virtuellement chaque aspect de toutes les salles de spectacles.
Après plusieurs réunions, fin 1993 et en janvier, le 2 février 1994, Disney annonce l'achat et la rénovation du New Amsterdam Theatre à la presse,. Ce contrat mentionne un emprunt de 21 millions d'USD à 3 % pour la location et 8 millions d'USD pour la rénovation. Plus tard la société annonce une rénovation de 36 millions de dollars réalisée sous la direction de Walt Disney Imagineering. Disney a signé un bail de 99 ans.
La nouvelle salle rouvre le 2 avril 1997 mais aucun spectacle Disney n'y sera présenté avant novembre.
Le premier spectacle est durant une courte période, du 15 au 23 mai, la version d'Alan Menken et Tim Rice du Roi David. En juin, du 13 au 15 juin 1997, la salle sert pour la première du film Hercule.
La première comédie musicale de Disney débute le 13 novembre 1997, c'est la célèbre comédie musicale Le Roi lion qui avait démarré en juillet au Minskoff Theatre. Depuis Disney a lancé près d'une comédie par an.
La salle propose aussi des événements spéciaux comme des soirées caritatives.

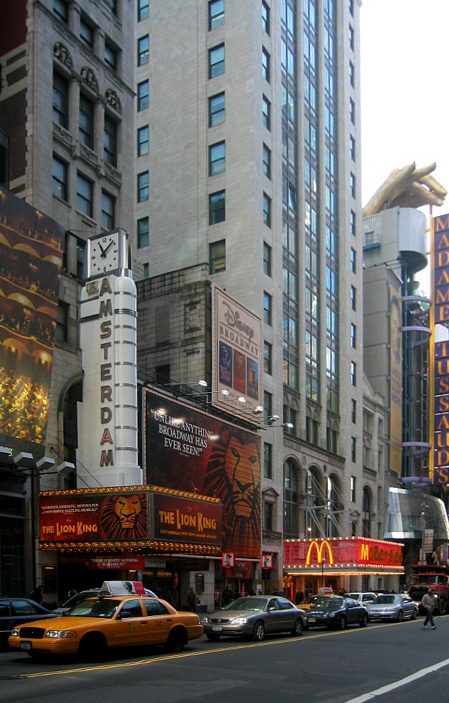
New Amsterdam Theatre en 2003.

En 2006, Disney Theatrical lance la rénovation de l'espace de 20 400 pieds carrés (1 895 m2) du Roof Garden au-dessus de la salle de spectacle pour en faire des bureaux qui ouvrent en 2008.

## Le bâtiment
Le New Amsterdam Theatre est situé dans le bloc au sud de la 42e rue et entre la 7e et la 8e Avenue. La principale partie du théâtre sont les coulisses et l'auditorium qui se trouvent sur la 41e rue et non la 42e.
La façade du théâtre est assez étroite par rapport aux autres établissements de la rue. Le porche fait un peu moins de 8 mètres de large mais avec un espace sur le côté pour la billetterie, de  14,5 m. Cet espace est régulièrement recouvert de grandes publicités pour les productions du moment. Ensuite un large « couloir » de près de  20 mètres de long permet de rejoindre la salle. C'est en réalité deux espaces nommés « Lobby » puis « Foyer ».
- Le Lobby possède des panneaux de marbre (masqué entre 1937 et 1987 par des miroirs) et des bas-reliefs en plâtre, ces derniers œuvres de Roland Hinton Perry
- Le Foyer possédait des peintures et des décors de style Art nouveau mais durant la période cinéma elles furent recouvertes par une peinture masquante noire. Les artistes de Disney durent nettoyer cette couche et le renforcer, donnant actuellement un aspect de vitrocéramique aux peintures. De même le vitrail du dôme central était manquant. Ils utilisèrent les décors situés à l'origine sous le vitrail et préservés par une couche de saleté pour le reproduire.

Après avoir traversé le Foyer, les spectateurs entrent dans la Promenade, un couloir incurvé desservant les accès à la salle, cette dernière est placée selon un axe parallèle à la rue. Le parquet de la promenade a été recouvert d'une moquette et les boiseries ont été ravivées.
Sur la droite se trouve l'auditorium et sur la gauche, la Reception. La Reception est une salle pour des réceptions avec beaucoup de décor bois de chêne sculpté et un comptoir situé devant une imposante cheminée.
L′Auditorium comporte un orchestre, une mezzanine et un balcon et douze loggias (appelés « boxes », deux de chaque côté au niveau mezzanine, le reste au balcon). L'arche au-dessus de la scène comporte une grande fresque avec les allégories de la Poésie, la Vérité, le Mensonge entourées de l'Amour, la Mélancolie, la Superstition, le Surnaturel, la Mort, la Chevalerie et la Romance.
Au sous-sol se trouve la « New Amsterdam Room », qui avait été inondée et transformée en dépôt pour des objets durant les années cinéma. Elle sert de salle de réception et possède un comptoir ovale en son centre.
Disney avait acheté et aménagé une Disney Store au 200 West 42e Rue, sur la gauche de l'entrée pour élargir la façade du théâtre. Elle ferma et a été remplacée par une brasserie Time Square Brewery (Voir photo) pour une boutique Sephora en juillet 2009 (Voir photo).
Sur le toit, une salle nommée « Aerial Gardens » a été utilisée pendant plusieurs années comme discothèque et cabaret. Disney l'a transformé en bureaux.

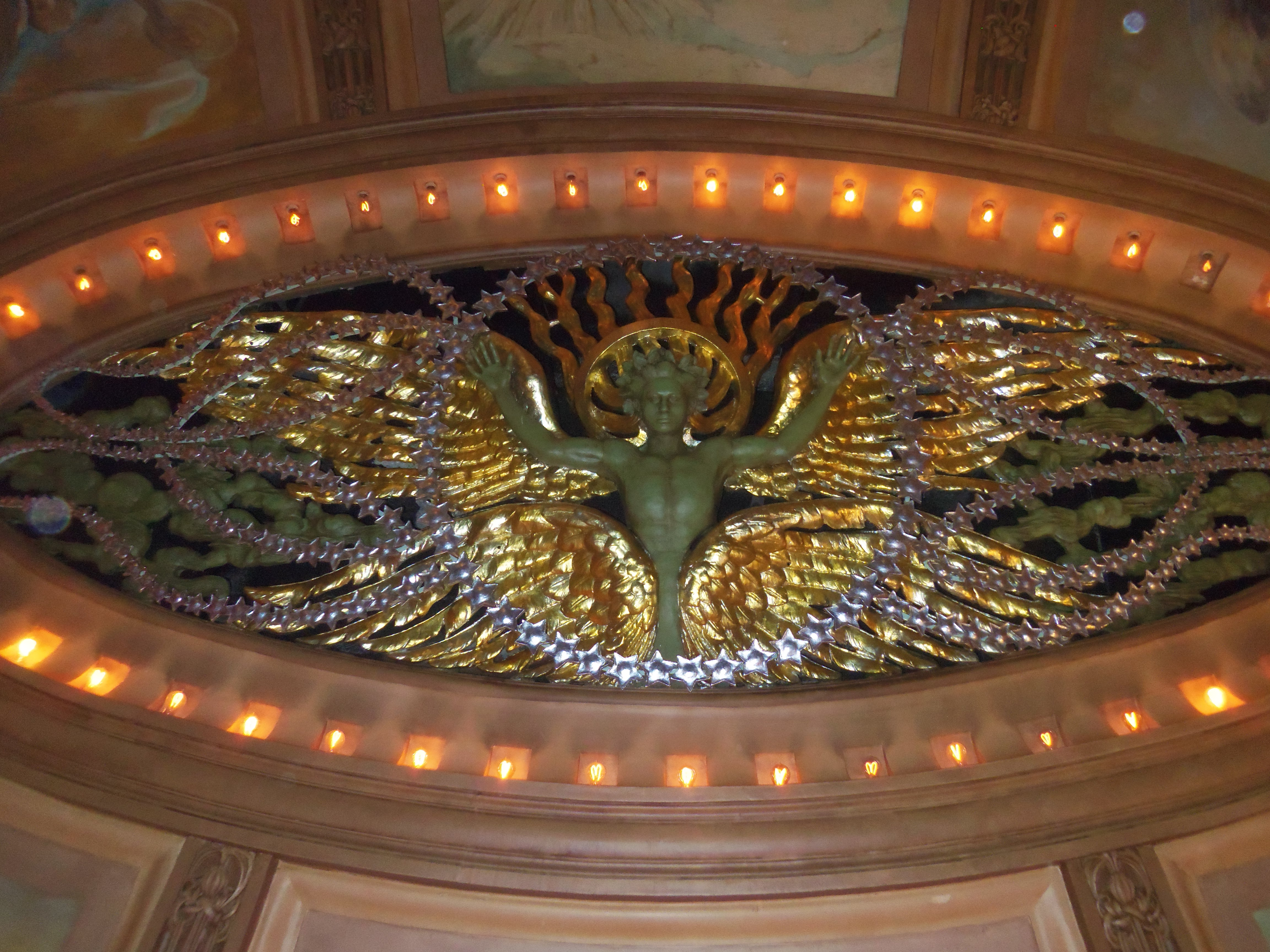
Détail de l'intérieur
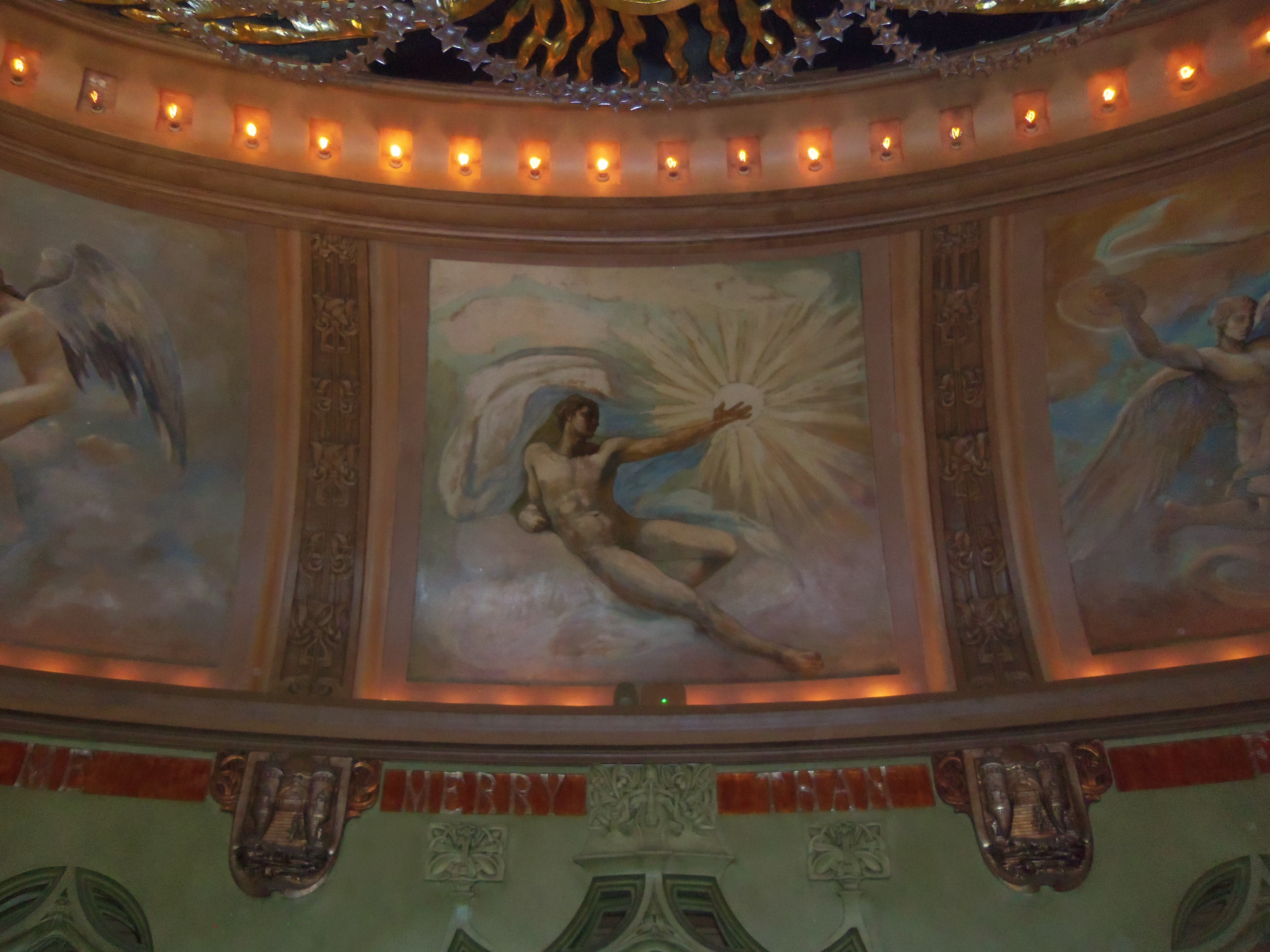
Détail de l'intérieur
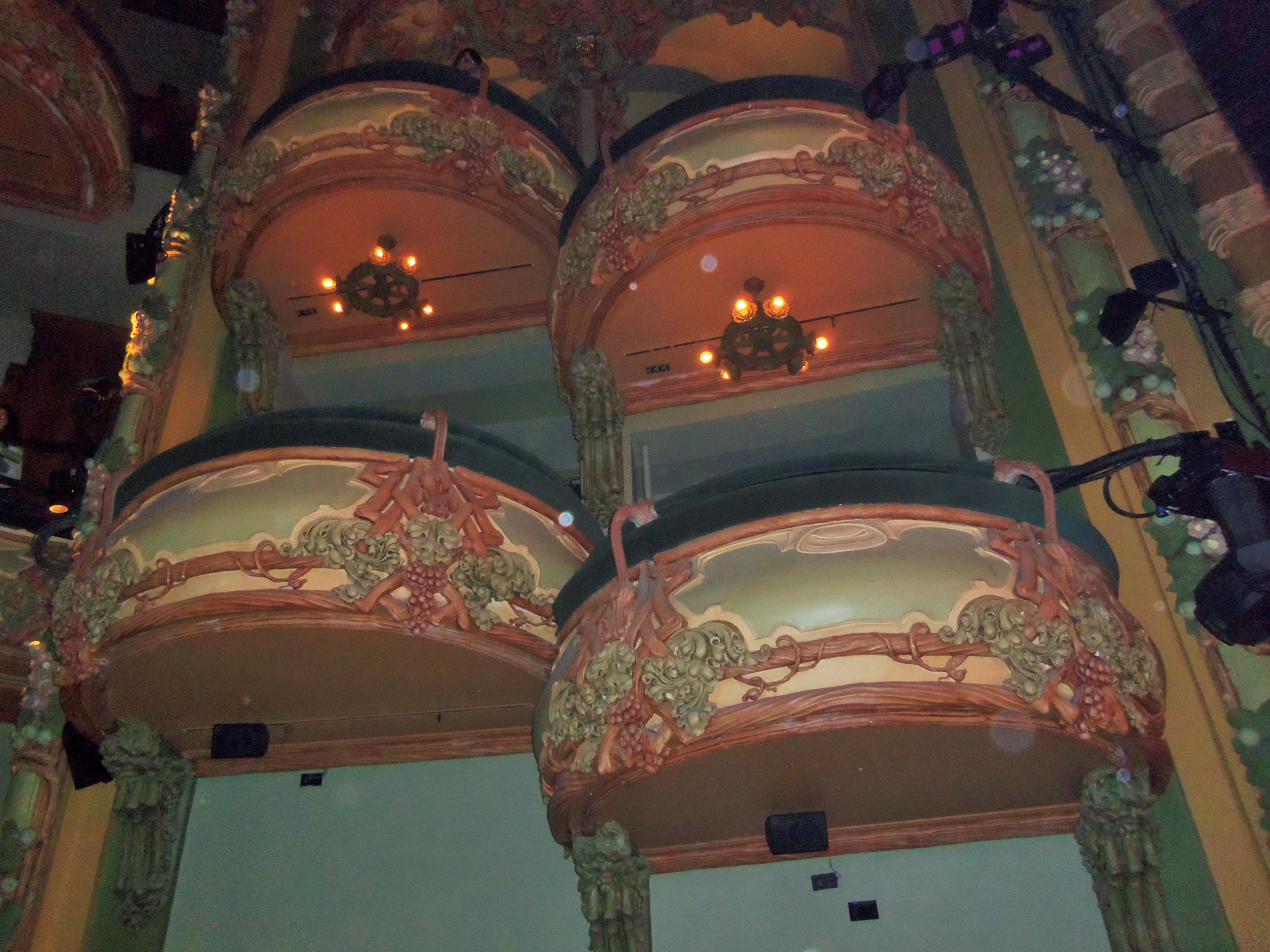
Détail de l'intérieur
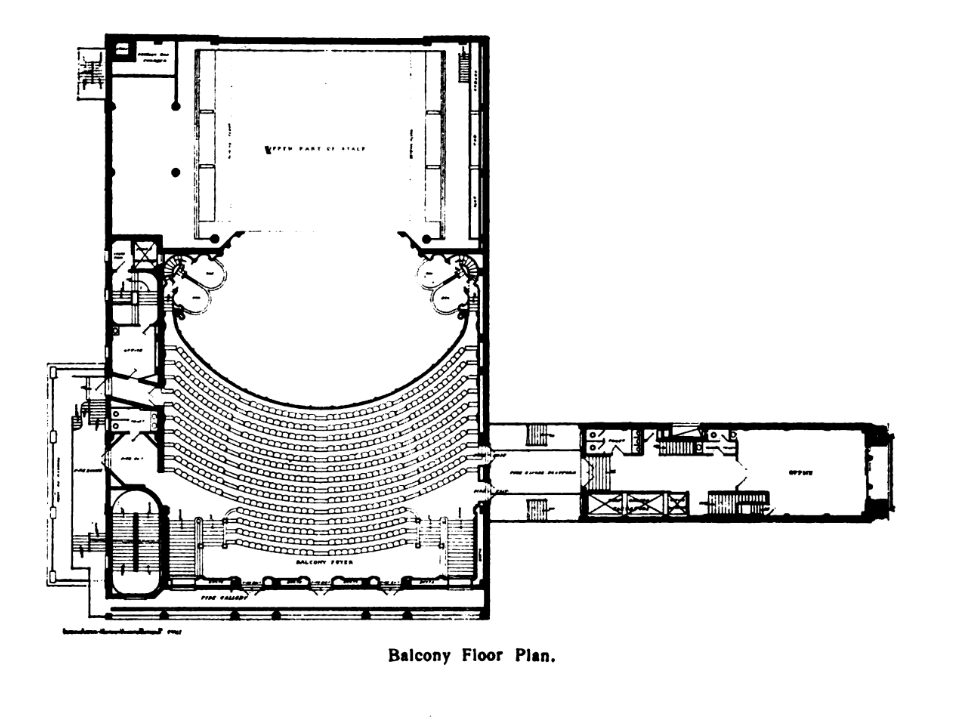
Plan du rez-de-chaussée
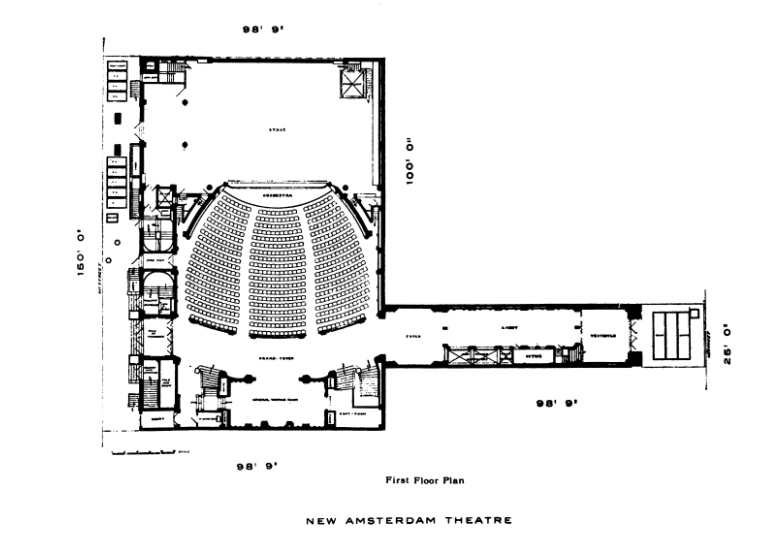
Plan du premier étage

### La restauration
La Walt Disney Company demanda à sa division artistique Walt Disney Imagineering, responsable de la conception et de la création des parcs à thèmes, de restaurer le théâtre. Les ingénieurs et artistes furent aidés par l'architecte Hugh Hardy, du cabinet Hardy Holzman Pfeiffer Associates, et par la Tishman Construction Corporation, qui venait de terminer la rénovation du Carnegie Hall.
Les artistes Disney ont, par exemple, restauré les frises ornées, les sculptures, et les peintures des salles accessibles au public. Une salle du sous-sol, qui était à l'origine un bar et qui avait servi de zone de stockage pour chaises pour le cinéma, avait été submergée par une inondation montée jusqu'à un mètre ; les artistes ont recréé les décors à partir des portions restantes et de photographies d'époque.
Le large auditorium a été subtilement élargi pour accueillir 200 personnes supplémentaires. Ses dimensions sont actuellement de 26 mètres de large, 27,5 m de long et 24 mètres de haut (sol de l'orchestre jusqu'au plafond du dôme) avec une arche pour la scène de 12 mètres de large pour 11 de haut. L'arche est ornée de seize sculptures de paons et de vignes par St John Issing et est surmontée d'une fresque allégorique de Robert Blum et Albert Wenzel. Les balcons de la salle sont eux ornés de scènes de Shakespeare, Wagner et autres. La scène mesure 30,5 mètres de large pour 18 mètres de profondeur et un ascenseur permet de rejoindre les coulisses situées à l'étage. L'énorme ascenseur du début du XXe siècle a été remplacé par un ascenseur moderne plus petit.
Après cette restauration de la salle principale dans les années 1990, Disney Theatrical a rénové à partir de 2006  le Roof Garden situé au-dessus de la salle de spectacle pour en faire des bureaux. L'espace de 20 400 pieds carrés (1 895 m2) ouvre en 2008. Le cadre de scène de la salle a été préservé tandis que le couloir vitré a été reconstruit sous la forme d'une passerelle. Afin de faire entrer la lumière extérieure des vitres remplacent les murs des cintres et de la lanterne au-dessus de la salle.

## Les spectacles

### Productions du début du XXe siècle
Le New Amsterdam Theatre était surtout connu pour la série des Ziegfeld Follies, de 1913 à 1937, qui lancèrent de nombreuses stars du théâtre.
Parmi les productions notables :
- la représentation de Forty-Five Minutes from Broadway de George M. Cohan (1906);
- The Merry Widow de Franz Lehár en 1907 avec le couple Vernon et Irene Castle immortalisé dans La Grande Farandole en 1939 ;
- les prestations de Marilyn Miller dans Sunny et Rosalie durant les années 1920 ;
- l'apparition de Eddie Cantor dans Whoopee! (1930);
- la dernière apparition en 1932 du duo Fred et Adele Astaire dans The Band Wagon ;
- Walter Huston dans Othello en 1937 pour la fermeture.

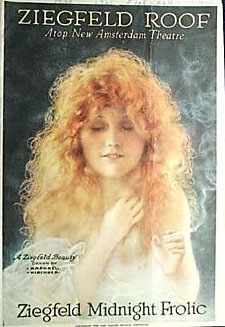
Affiche du spectacle Midnight Frolic lancé en 1915
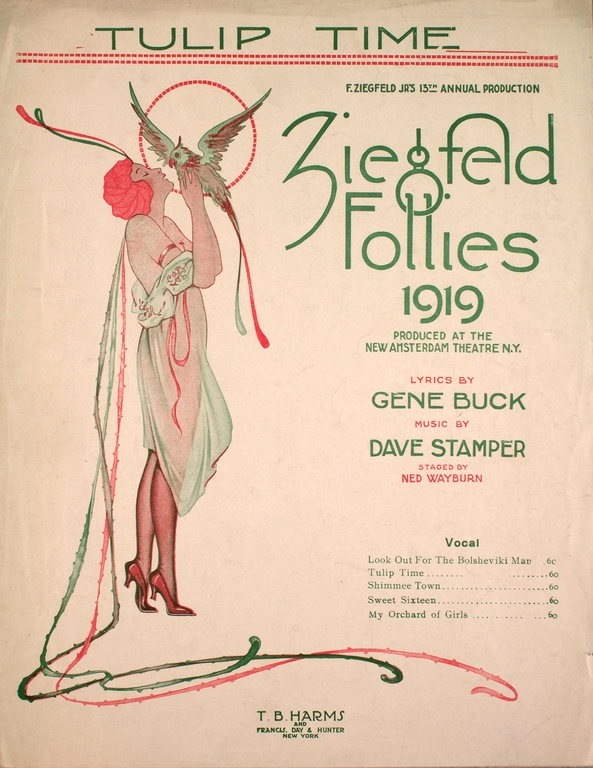
Affiche des Ziegfeld Follies en 1919
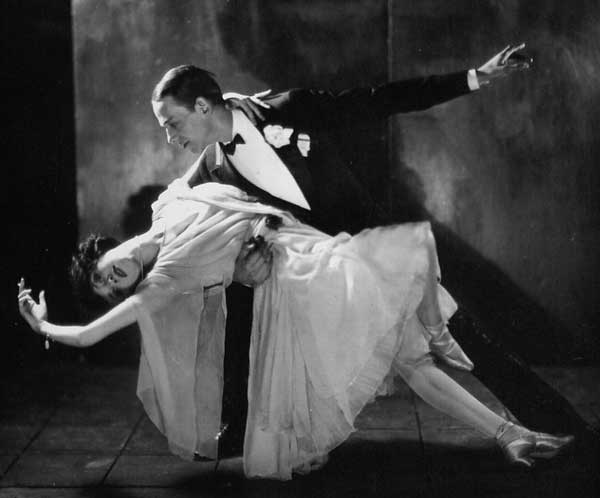
Photo de Fred et Adele Astaire en 1921
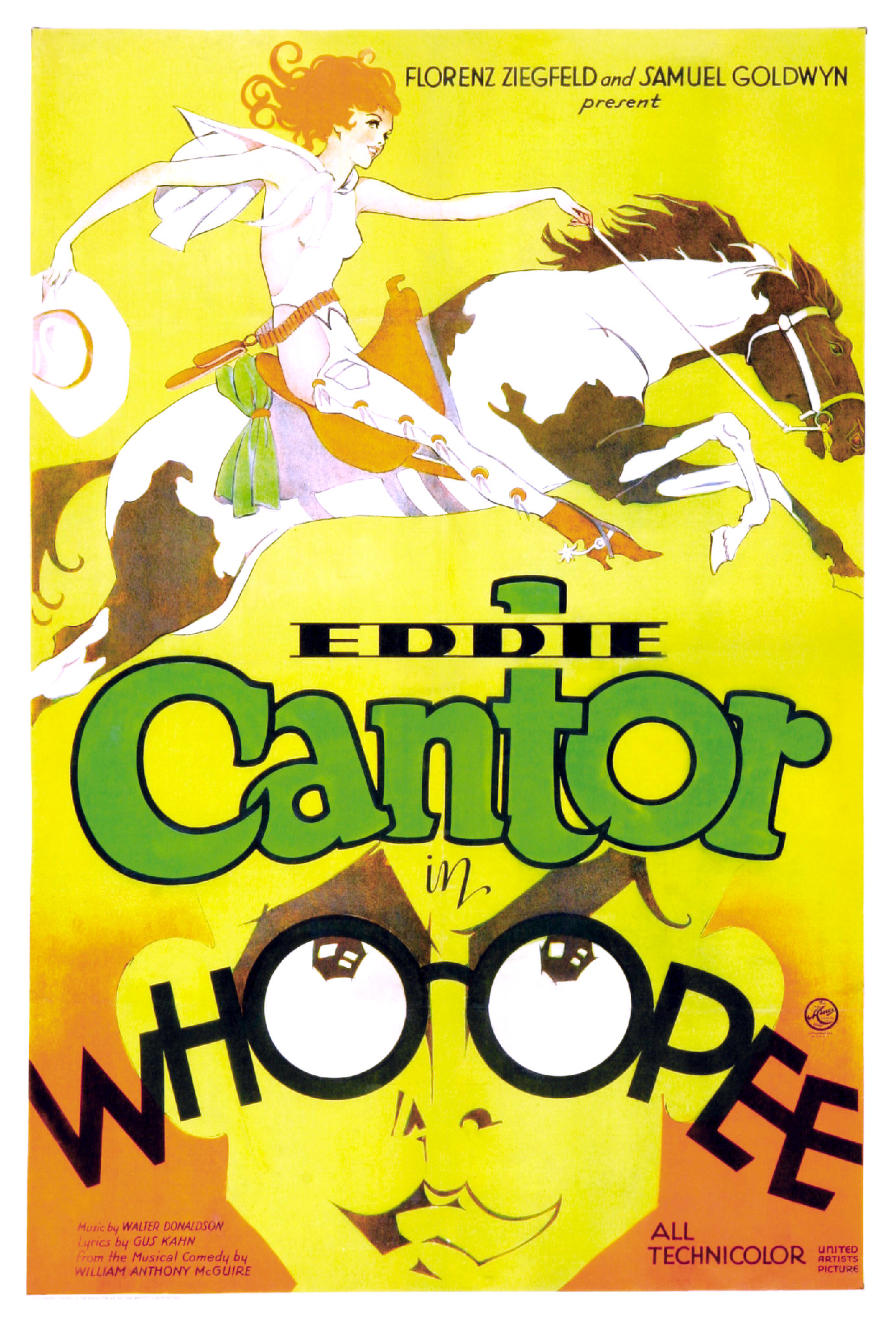
Affiche du film Whoopee! (1930);
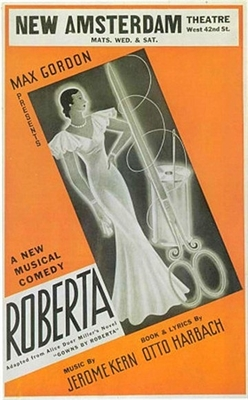
Affiche de Roberta en 1933

### Productions Disney
- Le Roi lion (1997-2006)
- Mary Poppins (2006-2014)
- Disney's Aladdin: The New Stage Musical depuis 2014

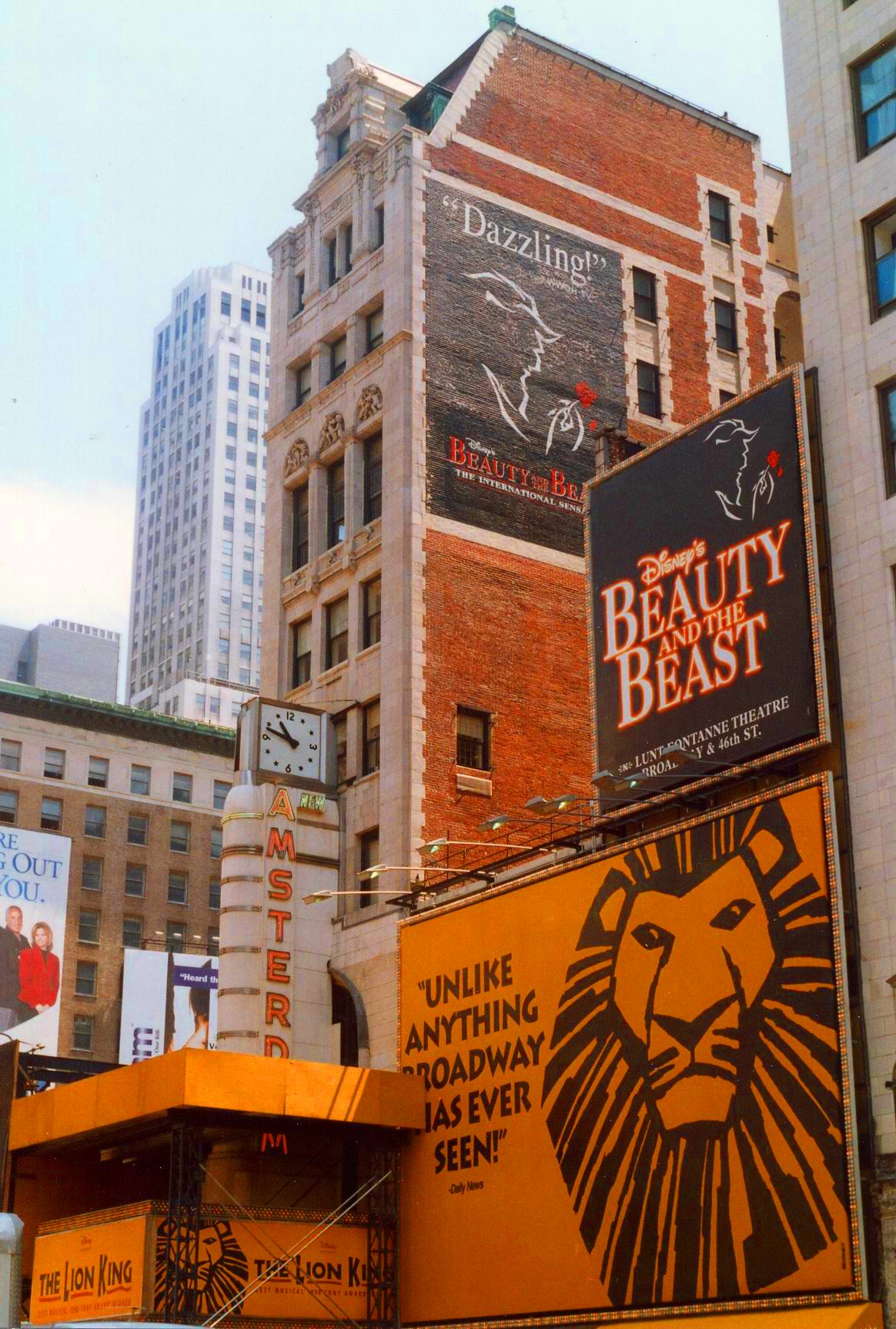
Entrée avec l'affiche pour Le Roi lion (juin 2000)
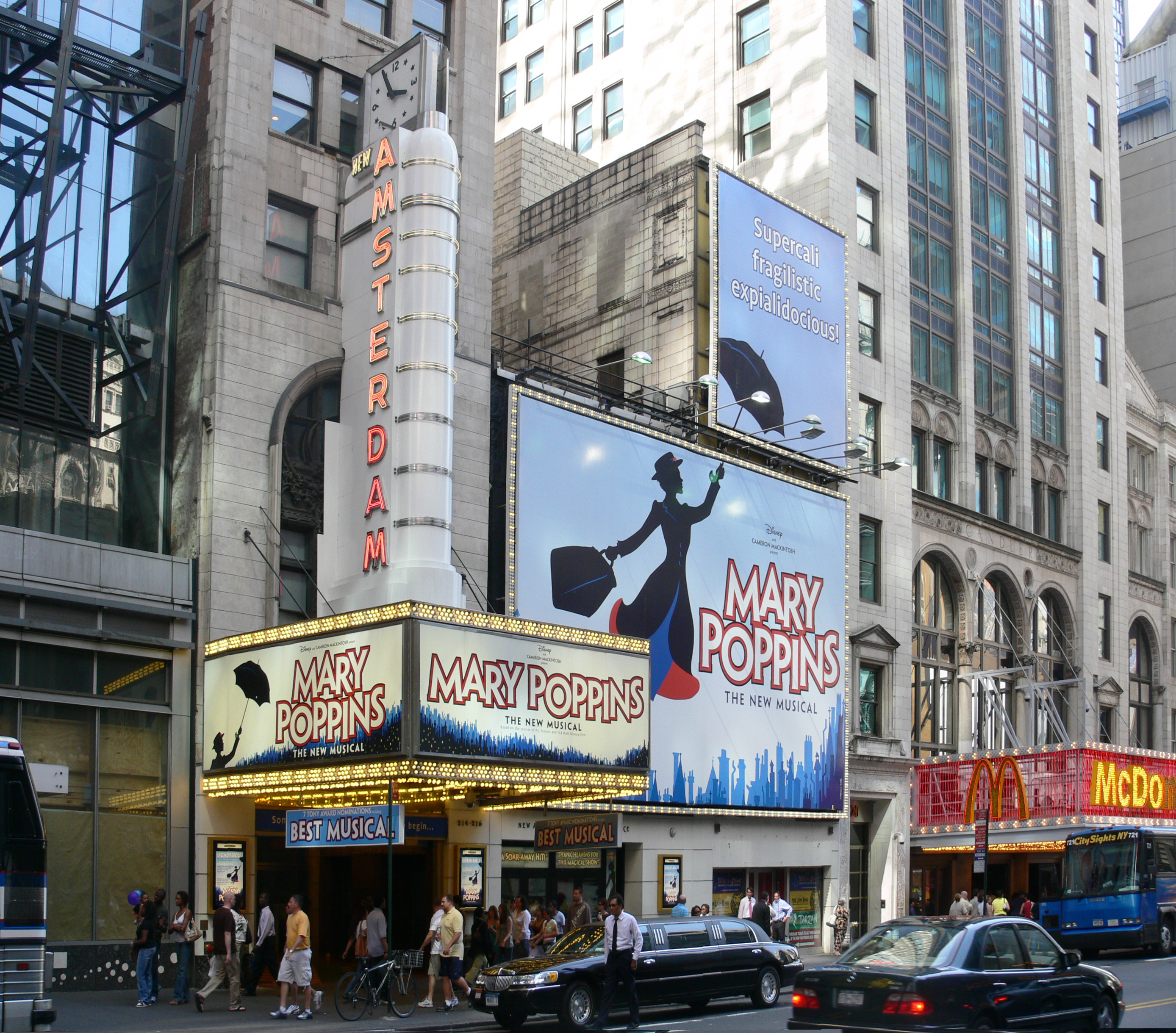
Entrée avec l'affiche pour Mary Poppins (mai 2007)
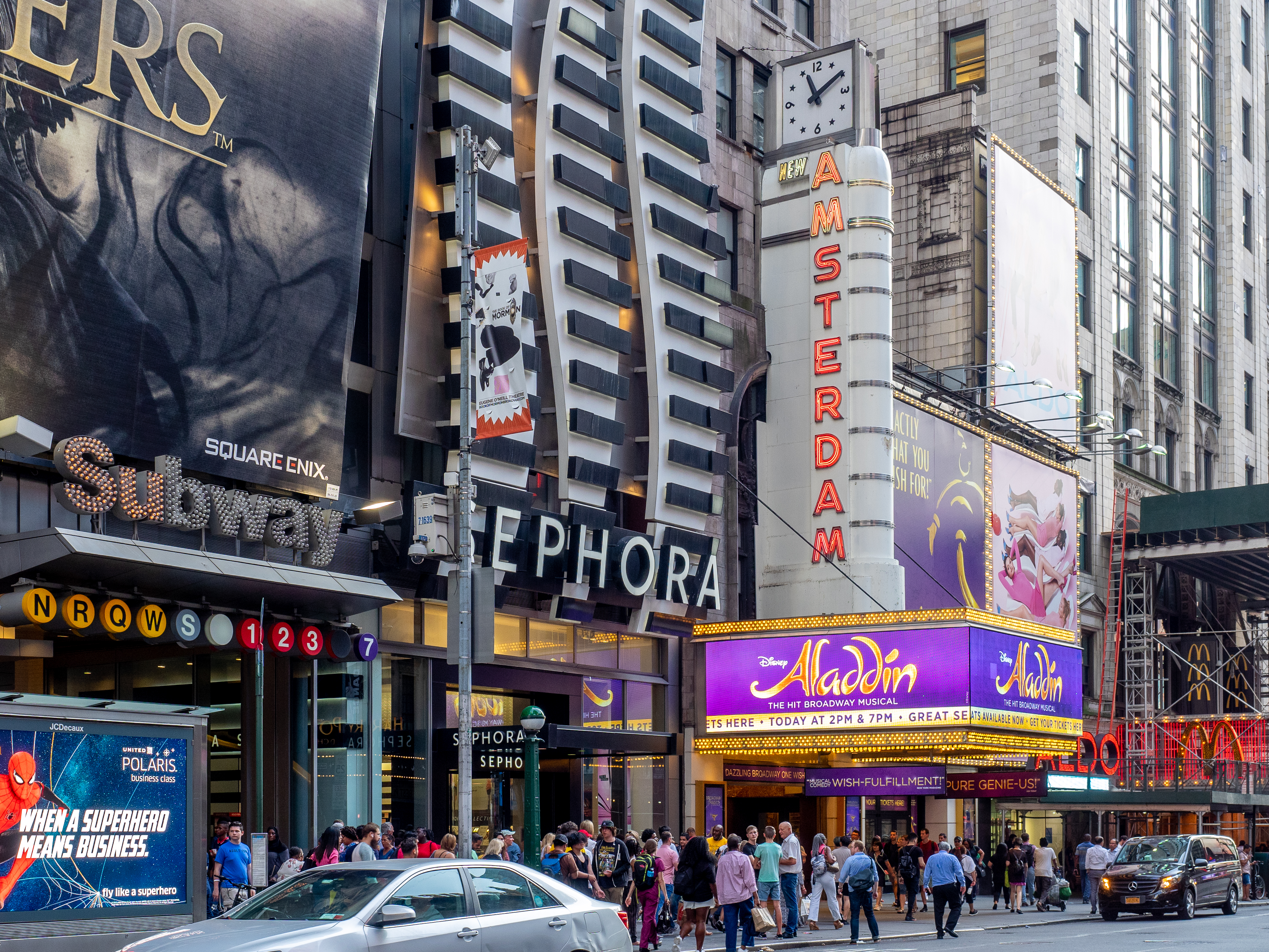
Entrée avec l'affiche pour Aladdin (juillet 2019)